# Lãnh địa Winneburg và Beilstein

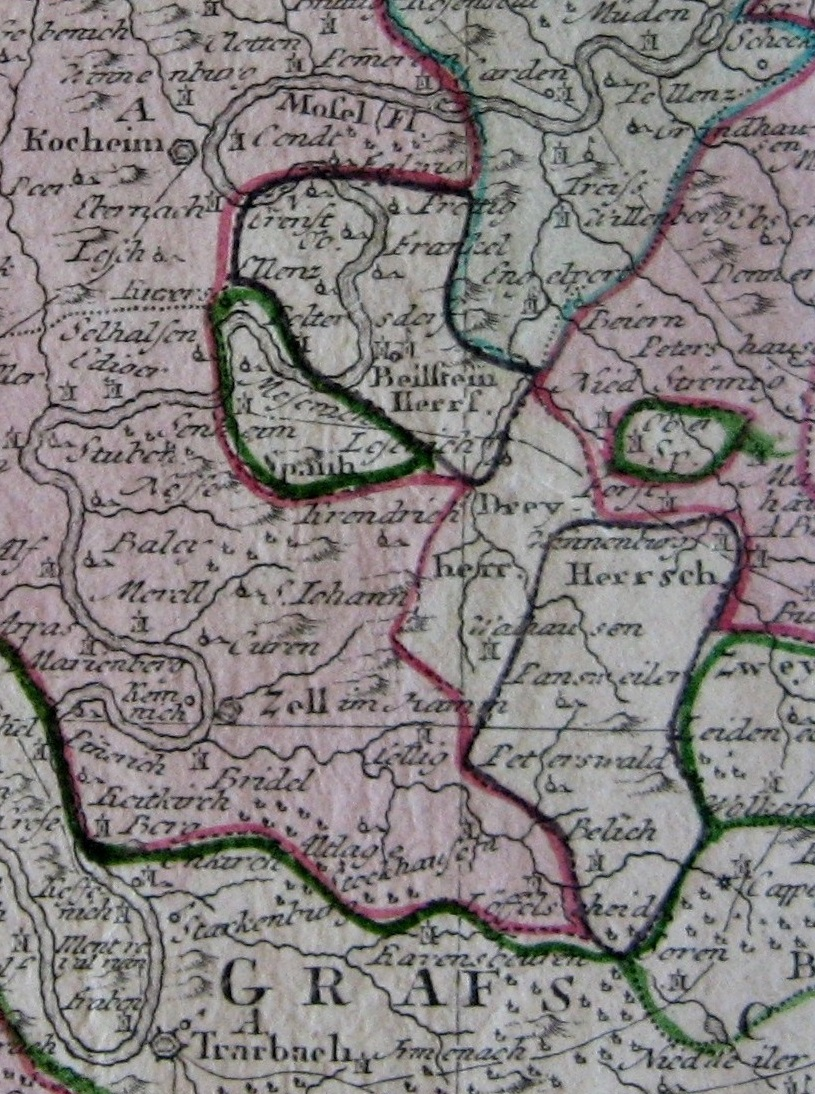
Lãnh địa Beilstein trong Thung lũng Moselle

Lãnh địa Winneburg và Beilstein (tiếng Đức: Herrschaft Winneburg und Beilstein) là một lãnh thổ của Đế chế La Mã Thần thánh được tạo thành từ các phần không tiếp giáp nằm trong Thung lũng Moselle xung quanh Lâu đài Winneburg gần Cochem và Beilstein, trên Sông Moselle. Không nên nhầm lẫn với Bá quốc Beilstein, hay Nassau-Beilstein, thuộc về Nhà Nassau.
Lãnh địa này được cai trị bởi 2 dòng lãnh chúa khác nhau, đầu tiên được tạo ra và củng cố bởi gia tộc Winneburg-Beilstein, sau khi bị tuyệt tự dòng nam kế vị thì lãnh địa rơi vào tay của người Nhà Metternich, và họ được phong Bá tước hoàng gia. Lãnh địa này vẫn là một phần của Đế chế La Mã Thần thánh cho đến năm 1801, khi nó bị Đệ nhất Cộng hòa Pháp sáp nhập.

## Lịch sử
Các Lãnh chúa của Winneburg lần đầu tiên được nhắc đến trong một chứng thư năm 1304. Họ cũng mua lại các điền trang của Lâu đài Beilstein lân cận vào năm 1362. Trong những thập kỷ tiếp theo, các Lãnh chúa của Winneburg và Beilstein buộc phải nhường đất của họ cho các Tổng giám mục của Trier, cuối cùng đã chiếm đoạt tài sản này vào năm 1488, chỉ để cho mượn lại làm thái ấp vài năm sau đó.
Sau khi dòng Winneburg-Beilstein tuyệt tự, hậu duệ của tổng giám mục Trier Lothar von Metternich (1551–1623) từ năm 1635 tự xưng là Freiherren von Metternich-Winneburg zu Beilstein và được phong làm Bá tước Đế chế vào năm 1679. Bá tước Franz George Karl là lãnh chúa cai trị cuối cùng, và sau đó đã mất lãnh thổ của mình vào tay Pháp khi nước này chính thức sáp nhập tả ngạn sông Rhine sau Hiệp ước Lunéville năm 1801. Tuy nhiên, ông đã được đền bù trong quá trình trung gian hóa của Đức với việc sở hữu Tu viện Ochsenhausen đã được thế tục hóa và với tước hiệu Thân vương của Đế chế La Mã Thần thánh vào năm 1803.
Theo Đạo luật cuối cùng của Đại hội Viên, Winneburg-Beilstein cùng với Rhineland rơi vào tay Vương quốc Phổ vào năm 1815. Con trai của Franz George Karl, Thân vương Klemens Wenzel von Metternich đã có cơ hội mua lại tàn tích của Lâu đài Winneburg vào năm 1832 nhưng không bao giờ xây dựng lại nó.